# Bill Woggon
Pour les articles homonymes, voir Woggon.
William Woggon plus connu sous le nom de Bill Woggon (né le 1er janvier 1911 à Toledo et mort le 2 mars 2003) est un auteur de bande dessinée américain, créateur en 1945 du personnage Katy Keene.

## Biographie
Bill Woggon naît le 1er janvier 1911 à Toledo. Il est le frère du dessinateur Elmer Woggon et ses deux autres frères, John et Glenn, ont aussi fait carrière dans le domaine du dessin. Il quitte le lycée à seize ans et commence à travailler pour le Toledo Blade où son frère Elmer est directeur artistique. Ensuite lorsqu' Elmer commence à dessiner le comics Chieg Wahoo il l'assiste à l'encrage et au lettrage avant de prendre en charge complètement le dessin. Au milieu des années 1940 il est engagé par MLJ Comics où il dessine plusieurs histoires dont celles de Dottie and Ditto. À l'été 1945, Bill Woggon y crée pour la série Katy Keene. Celle apparaît d'abord dans le comics Wilbur avant d'avoir sa propre série en 1948 et d'être aussi présente dans d'autres comics d'Archie comme Laugh Comics, Pep Comics, Katy Keene Pinup Parade et Archie Giant Serie. Comme Katie Keene est une top-modèle, les vêtements qu'elle porte sont importants dans la série et Bill Woggon propose aux lecteurs de lui envoyer leurs propositions de costume. Non seulement il utilise celles-ci mais il crédite l'auteur du vêtement. Ainsi se constitue une base de fans qui assurent le succès du comics. En 1961, la série est arrêtée et Bill Woggon part travailler pour Dell Comics où il dessine les aventures de Millie the lovable monster de 1962 à 1964. Il arrête de travailler pour les comics peu après et à part la création de personnages pour des marques, il cessse de dessiner pour travailler. Il meurt le 2 mars 2003.

## Prix et récompenses
- 1981 : Prix Inkpot
- 2015 : Temple de la renommée Will Eisner (choix du jury, à titre posthume)